# Bocchoris albinalis
Bocchoris albinalis là một loài bướm đêm trong họ Crambidae.